# Hoyt Peak

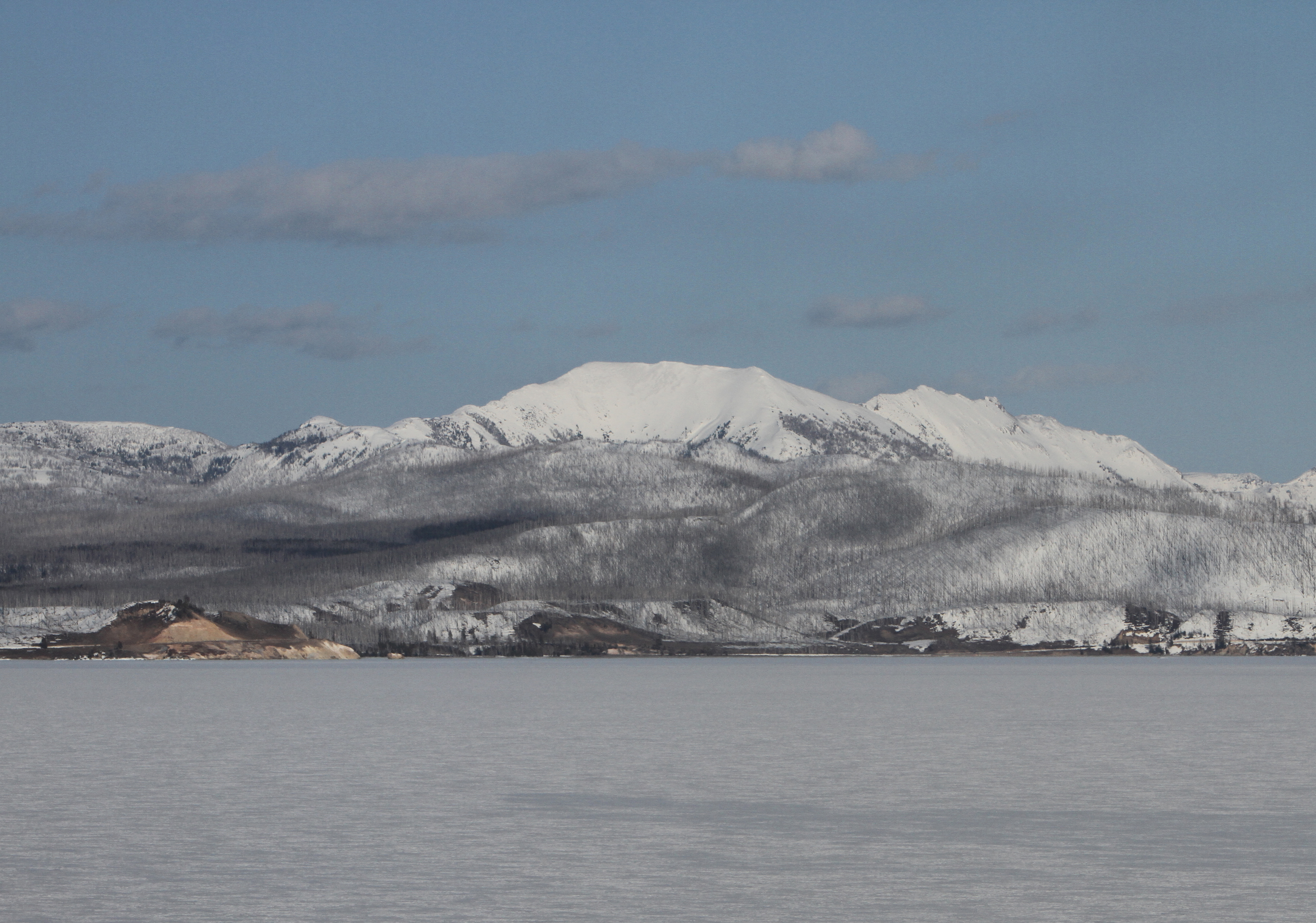
Avalanche Peak (links) und Hoyt Peak (rechts) vom Yellowstone Lake.

Der Hoyt Peak ist ein Berggipfel im Yellowstone-Nationalpark im nordwestlichen Teil des US-Bundesstaates Wyoming. Sein Gipfel hat eine Höhe von 3202 m. Er befindet sich wenige Kilometer östlich des East Entrance des Yellowstone-Nationalparks, bildet die Grenze des Parks zum Shoshone National Forest und ist Teil der Absaroka-Bergkette in den Rocky Mountains. Aufgrund seiner Lage nördlich des US Highway 14/16/20 gehört er zu den bekannteren Gipfeln des Parks, wird aber nicht so häufig bestiegen wie der nordwestlich gelegene Avalanche Peak.
Der Berg wurde von Philetus Norris nach John Wesley Hoyt, dem dritten Gouverneur des Wyoming-Territoriums, benannt.

Panorama der Absaroka Range mit Hoyt Peak

## Belege
1. ↑  Hoyt Peak - Peakbagger.com. Abgerufen am 19. Dezember 2020.
2. ↑  Hoyt Peak : Climbing, Hiking & Mountaineering : SummitPost. Abgerufen am 19. Dezember 2020.